# Danny Lauby
Daniel „Danny“ Lauby Jr. (* 11. Dezember 1992 in Terre Haute, Indiana) ist ein US-amerikanischer Dartspieler.

## Biografie
Danny Lauby wurde als Sohn von Dan Lauby, der ebenfalls Dartspieler war und an mehreren PDC World Darts Championship teilnahm, geboren. Danny Lauby wurde 2008 Junioren Meister bei der American Darts Organization. Er nahm an den PDC World Youth Championship 2013 und 2014 teil, konnte jedoch kein Spiel gewinnen.
Lauby spielte zunächst auf den Turnieren der American Darts Organization und Championship Darts Corporation, wo er 2016 sein erstes Turnier gewann. Zwei Jahre später qualifizierte er sich für die North American Darts Championship und das US Darts Masters, wo er im Decider gegen James Wade verlor. Seit 2018 nahm der US-Amerikaner auch an der PDC Qualifying School teil, konnte sich allerdings noch keine Tourkarte sichern. Da wegen der COVID-19-Pandemie keine North American Darts Championship im Jahr 2020 ausgetragen werden konnten, war Lauby als Sieger des CDC Continental Cups 2019 für die PDC World Darts Championship 2021 qualifiziert. Zudem gab er beim World Cup of Darts 2020 mit Chuck Puleo sein Debüt.
Bei der PDC Qualifying School 2021 schaffte Lauby es nicht, sich für die Final-Tage zu qualifizieren. Daraufhin spielte er die Turniere in seiner Heimat. So verlor er das Finale des Cherry Bomb International in Fort Lauderdale mit 4:6 gegen Jules van Dongen. Auch beim Virginia Beach Classic verlor er das Finale, diesmal jedoch gegen Leonard Gates.
Zuvor spielte Lauby sich jedoch beim ersten Wochenende der USA Series in drei Finals, wovon er zwei gewinnen konnte. Mit dieser Leistung qualifizierte er sich für die PDC World Darts Championship 2022. Dort traf er in der ersten Runde auf William O’Connor, gegen den er knapp mit 2:3 verlor.
Im Januar 2022 spielte Lauby erneut die Q-School. Dabei qualifizierte er sich als Erstplatzierter der First Stage-Rangliste für die Final Stage, scheiterte aber trotzdem am Ziel Tourkarte. Dafür qualifizierte er sich zwei Wochen später über den Riley’s Amateur Qualifier in Chorlton-cum-Hardy für die UK Open 2022, wo er nach Siegen über Niko Springer und Paul Hogan in der dritten Runde knapp Andy Boulton unterlag.
Anfang Mai gewann Lauby das Cleveland Darts Extravaganza, in dem er im Finale mit 5:2 gegen Larry Butler gewann. Ende des Monats gelang ihm außerdem der Sieg beiden Oregon Open, hier mit einem 6:3-Sieg über Rory Hansen. Außerdem gelang es Lauby, sich als regionaler Qualifikant für die US Darts Masters zu qualifizieren, unterlag im ersten Spiel jedoch Jonny Clayton mit 2:6.
Mitte November gewann Lauby das WDF-Turnier der Seacoast Open. Im Finale schlug er dabei Jason Brandon mit 6:2. Anfang Dezember nahm er zusätzlich am World Masters teil. Er spielte sich dabei bis ins Halbfinale, welches er jedoch gegen den Turniersieger Wesley Plaisier verlor. Bei den am gleichen Wochenende ausgetragenen World Open ging es für Lauby bis ins Viertelfinale. Hier unterlag er Kai Fan Leung.
Mitte Januar 2023 nahm Lauby an der UK Q-School teil. Hierbei spielte er sich über die Rangliste in die Final Stage, in der er jedoch keinen Punkt für die Rangliste erspielen konnte. Ende April ging Lauby bei den Denmark Open, einem Goldturnier der WDF an den Start. Er erreichte das Viertelfinale, welches er jedoch mit 0:4 gegen den Dänen Jeppe Stolt verlor. Beim WDF World Cup 2023 Ende September spielte sich Lauby im Einzel unter die letzten 32, wo er mit 3:4 gegen Haupai Puha aus Neuseeland unterlag. Im Doppel schieden er und Bruce Robbins bereits nach einem Spiel aus. Gemeinsam mit dem Team schaffte Lauby es ins Achtelfinale, wo man gegen Tschechien unterlag.
Im Dezember war Lauby zum ersten Mal bei einer WDF-Weltmeisterschaft dabei. Er war dabei an Position sechs gesetzt und erreichte das Viertelfinale, welches er gegen Jelle Klaasen mit 1:4 verlor.
Im Januar 2024 nahm Lauby erneut an der Q-School teil. Er erspielte sich dabei direkt am ersten Tag die Teilnahme an der Final Stage, in der er sich über die Rangliste letztlich auch eine Tour Card sichern konnte.

## Weltmeisterschaftsresultate

### PDC
- 2021: 1. Runde (2:3-Niederlage gegen  Ryan Searle)
- 2022: 1. Runde (2:3-Niederlage gegen  William O’Connor)

### WDF
- 2023: Viertelfinale (1:4-Niederlage gegen  Jelle Klaasen)

### PDC-Jugend
- 2013: 1. Runde (3:6-Niederlage gegen  Michael Blake)
- 2014: 1. Runde (3:6-Niederlage gegen  Mike Zuydwijk)

## Turnierergebnisse
| Turnier                                    | 2020              | 2021              | 2022              | 2023               | 2024               | 2025               |
| ------------------------------------------ | ----------------- | ----------------- | ----------------- | ------------------ | ------------------ | ------------------ |
| WDF-Platin-/Major-Turniere                 |                   |                   |                   |                    |                    |                    |
| World Masters                              | n/a               | n/a               | HF                | n/a                | n/t                | n/a                |
| Weltmeisterschaft                          | n/a               | n/a               | n/q               | VF                 | n/t                | n/t                |
| PDC-Ranking-Turniere                       |                   |                   |                   |                    |                    |                    |
| Weltmeisterschaft                          | n/q               | 1R                | 1R                | nicht qualifiziert | nicht qualifiziert | nicht qualifiziert |
| World Masters                              | nicht ausgetragen | nicht ausgetragen | nicht ausgetragen | nicht ausgetragen  | nicht ausgetragen  | VR                 |
| UK Open                                    | n/q               | n/q               | 3R                | 1R                 | 4R                 | 5R                 |
| PDC-Turniere ohne Einfluss auf das Ranking |                   |                   |                   |                    |                    |                    |
| World Cup of Darts                         | 1R                | AF                | n/q               | n/q                | GP                 | GP                 |
| Karrierestatistiken                        |                   |                   |                   |                    |                    |                    |
| Jahresendplatzierung                       | –                 | 54                | 5                 | 147                | 112                |                    |
| Verband                                    | –                 | WDF               | WDF               | PDC                | PDC                | PDC                |

| Legende zu den Turnierergebnissen | Legende zu den Turnierergebnissen | Legende zu den Turnierergebnissen | Legende zu den Turnierergebnissen | Legende zu den Turnierergebnissen | Legende zu den Turnierergebnissen | Legende zu den Turnierergebnissen | Legende zu den Turnierergebnissen | Legende zu den Turnierergebnissen | Legende zu den Turnierergebnissen |
| --------------------------------- | --------------------------------- | --------------------------------- | --------------------------------- | --------------------------------- | --------------------------------- | --------------------------------- | --------------------------------- | --------------------------------- | --------------------------------- |
| n/t                               | nicht teilgenommen                | n/q                               | nicht qualifiziert                | n/a                               | nicht ausgetragen                 | #R                                | Aus in jeweiliger Runde           | GP                                | Aus in der Gruppenphase           |
| AF                                | Achtelfinalist                    | VF                                | Viertelfinalist                   | HF                                | Halbfinalist                      | F                                 | Turnierfinalist                   | S                                 | Turniersieger                     |

## Titel

### WDF
- Silber-Turniere 
  - Cleveland Extravaganza: (1) 2022
  - Seacoast Open: (1) 2022
  - Witch City Open: (1) 2022
- Bronze-Turniere 
  - Cherry Bomb International: (1) 2022